# أرابز غوت تالنت (الموسم 1)
بدأ عرض الموسم الأول من أرابز غوت تالنت في 14 يناير 2011 واستمر حتى 8 أبريل 2011. قدم المسابقة كل من ريا أبي راشد وقصي خضر، وتكونت لجنة التحكيم من الإعلامي اللبناني علي جابر والمغنية اللبنانية نجوى كرم والإعلامي المصري عمرو أديب.

## مرحلة المقابلات
أجريت المقابلات في ثمانية دول عربية، قام خلالها فريق إنتاج البرنامج ولجنة التحكيم باختيار أفضل المتقدمين لكي ينتقلوا إلى مرحلة الأستوديو في بيروت. الدول والمدن التي اجريت فيها المقابلات هي التالية:
- لبنان، بيروت 7 مارس 2010
- سوريا، دمشق 9 مارس 2010
- الأردن، عمان 13 مارس 2010
- الإمارات العربية المتحدة، أبو ظبي 15 مارس 2010
- البحرين، المنامة 17 مارس 2010
- مصر، القاهرة 19-20 مارس 2010
- المغرب، الدار البيضاء ومراكش 22-23 مارس 2010
- تونس، تونس 25 مارس 2010.

اختارت اللجنة بعد الدراسة والتدقيق الجيد أفضل 48 مشترك من كل الذين تقدموا للبرنامج وقدموا أفضل ما لديهم للحكام. جميعهم سينتقلون إلى مرحلة التصفيات النصف نهائية والتي سيقدمون عرضهم أمام الجمهور واللجنة على هواء مباشرة وعلى مدى ستة حلقات.

## التصفيات النصف النهائية

### الأسبوع الأول 2011.02.25
| مفتاح | اعتراض الحكام | اختيار الحكام | حاصل على المركز الأول بتصويت الجمهور، انتقال مباشرة إلى النهائيات. | حاصل على المركز الثاني أو الثالث بتصويت الجمهور، واختاره الحكام للانتقال للنهائيات. | حاصل على المركز الثاني أو الثالث بتصويت الجمهور، ولم يختاره الحكام |

| التسلسل | المؤدي             | الموهبة     | البلد                    | اعتراض واختيار الحكام | اعتراض واختيار الحكام | اعتراض واختيار الحكام |
| التسلسل | المؤدي             | الموهبة     | البلد                    | عمرو                  | نجوى                  | علي                   |
| ------- | ------------------ | ----------- | ------------------------ | --------------------- | --------------------- | --------------------- |
| 1       | رضوان شلباوي       | أكروبات     | تونس                     | —                     | —                     | —                     |
| 2       | ياسر العلياني      | غناء راب    | السعودية                 |                       | —                     |                       |
| 3       | محمد الزعيم        | فنون قتالية | فلسطين                   | —                     | —                     |                       |
| 4       | جوزيف دحدح         | غناء أوبرا  | لبنان                    | —                     | —                     | —                     |
| 5       | فرقة عيال زايد     | رقصة اليولة | الإمارات العربية المتحدة | —                     | —                     | —                     |
| 6       | ألبير بوياجيان     | غناء ورقص   | لبنان                    | —                     | —                     | —                     |
| 7       | فرقة ذا فاميلي كرو | بريك دانس   | المغرب                   |                       |                       |                       |
| 8       | مصطفى دعسان        | قدرات خارقة | الأردن                   | —                     | —                     | —                     |

### الأسبوع الثاني 2011.03.04
| التسلسل | المؤدي            | الموهبة                   | البلد    | اعتراض واختيار الحكام | اعتراض واختيار الحكام | اعتراض واختيار الحكام |
| التسلسل | المؤدي            | الموهبة                   | البلد    | عمرو                  | نجوى                  | علي                   |
| ------- | ----------------- | ------------------------- | -------- | --------------------- | --------------------- | --------------------- |
| 1       | صلاح عبد المجيد   | بريك دانس                 | البحرين  |                       | —                     | —                     |
| 2       | نور الدين بنوقاص  | فن تشكيلي                 | المغرب   | —                     | —                     | —                     |
| 3       | أستاذ سام         | غناء راب                  | الأردن   | —                     | —                     | —                     |
| 4       | فرقة سلامة كرو    | رقص الهيب هوب             | المغرب   | —                     | —                     | —                     |
| 5       | عصام بشيتي        | القاء الشعر               | فلسطين   |                       |                       |                       |
| 6       | فرقة جازوفرينيك   | غناء                      | مصر      | —                     |                       |                       |
| 7       | إبراهيم الخيرالله | ستاند أب كوميدي           | السعودية | —                     | —                     | —                     |
| 8       | فريق نيتروس تيم   | أكروبات الدراجات الهوائية | لبنان    | —                     | —                     | —                     |

### الأسبوع الثالث 2011.03.11
| التسلسل | المؤدي               | الموهبة            | البلد   | اعتراض واختيار الحكام | اعتراض واختيار الحكام | اعتراض واختيار الحكام |
| التسلسل | المؤدي               | الموهبة            | البلد   | عمرو                  | نجوى                  | علي                   |
| ------- | -------------------- | ------------------ | ------- | --------------------- | --------------------- | --------------------- |
| 1       | آدم فوزان            | تقليد مايكل جاكسون | المغرب  |                       |                       |                       |
| 2       | حمدي الزغابي         | غناء               | مصر     | —                     | —                     | —                     |
| 3       | فريق بي كي جاغوارز   | باركور             | الكويت  |                       |                       |                       |
| 4       | شيماء المغيري        | الرسم بالرمال      | عُمان    | —                     | —                     | —                     |
| 5       | زياد العليان         | رقص هيب هوب        | السودان |                       |                       |                       |
| 6       | فريق كابويرا موغادور | كابويرا            | المغرب  | —                     | —                     | —                     |
| 7       | أصلان أصلان          | شعر                | سوريا   |                       | —                     | —                     |
| 8       | طلال منصور           | جمباز              | لبنان   | —                     | —                     | —                     |

### الأسبوع الرابع 2011.03.18
| التسلسل | المؤدي            | الموهبة         | البلد    | اعتراض واختيار الحكام | اعتراض واختيار الحكام | اعتراض واختيار الحكام |
| التسلسل | المؤدي            | الموهبة         | البلد    | عمرو                  | نجوى                  | علي                   |
| ------- | ----------------- | --------------- | -------- | --------------------- | --------------------- | --------------------- |
| 1       | كازا اكروبات      | عروض سيرك       | المغرب   |                       |                       |                       |
| 2       | معتز القواسمي     | استعراض كرة قدم | الأردن   | —                     | —                     | —                     |
| 3       | علي البوري        | عزف على البيانو | السعودية | —                     | —                     | —                     |
| 4       | جوني مادنيس       | بيت بوكس        | لبنان    | —                     | —                     | —                     |
| 5       | هناء بوخريص       | عزف على القانون | تونس     | —                     | —                     | —                     |
| 6       | أليكس كرو         | رقص هيب هوب     | مصر      | —                     | —                     | —                     |
| 7       | أندر جرواند فيستا | عزف             | لبنان    | —                     | —                     | —                     |
| 8       | توكل المصري       | قدرات خارقة     | مصر      | —                     | —                     |                       |

### الأسبوع الخامس 2011.03.25
| التسلسل | المؤدي             | الموهبة                  | البلد    | اعتراض واختيار الحكام | اعتراض واختيار الحكام | اعتراض واختيار الحكام |
| التسلسل | المؤدي             | الموهبة                  | البلد    | عمرو                  | نجوى                  | علي                   |
| ------- | ------------------ | ------------------------ | -------- | --------------------- | --------------------- | --------------------- |
| 1       | اكس ويلز           | عرض بأحذية العجلات       | السعودية | —                     | —                     | —                     |
| 2       | عياد بن معاقل      | تحريك العرائس            | تونس     | —                     | —                     |                       |
| 3       | وليد الهاشمي       | خوارق بشرية              | السعودية | —                     | —                     |                       |
| 4       | كورال الفيحاء      | جوقة غنائية              | لبنان    |                       |                       |                       |
| 5       | عبد الملك البلجاني | رقص هيب هوب              | المغرب   | —                     | —                     | —                     |
| 6       | عبد الرحمن المحميد | غناء أوبرالي             | الكويت   | —                     | —                     | —                     |
| 7       | توفا ريتم          | موسيقى بآلات غير تقليدية | المغرب   | —                     | —                     | —                     |
| 8       | باسل الدوسري       | الكلام من البطن          | الكويت   | —                     | —                     | —                     |

### الأسبوع السادس 2011.04.01
| التسلسل | المؤدي       | الموهبة             | البلد    | اعتراض واختيار الحكام | اعتراض واختيار الحكام | اعتراض واختيار الحكام |
| التسلسل | المؤدي       | الموهبة             | البلد    | عمرو                  | نجوى                  | علي                   |
| ------- | ------------ | ------------------- | -------- | --------------------- | --------------------- | --------------------- |
| 1       | فرات غربي    | أكروبات             | تونس     | —                     | —                     | —                     |
| 2       | عمرو قطامش   | الشعر الحلمنتيشي    | مصر      | —                     | —                     | —                     |
| 3       | شهرزاد مامي  | استعراض الجمباز     | تونس     | —                     | —                     | —                     |
| 4       | ياسين سعادنة | رقص الهيب هوب       | الجزائر  | —                     | —                     | —                     |
| 5       | فريق الأطرش  | غناء الراب          | لبنان    | —                     | —                     | —                     |
| 6       | حلا الترك    | الغناء              | البحرين  |                       | —                     | —                     |
| 7       | أحمد البايض  | ألعاب سحرية         | السعودية | —                     |                       |                       |
| 8       | مجدي صالح    | عرض للقدرات الجسمية | مصر      | —                     | —                     | —                     |

### الأسبوع السابع والأخير 2011.04.08
| مفتاح | اعتراض الحكام | اختيار الحكام | الفائز بالمسابقة | الحاصل على المركز الثاني. | الحاصل على المركز الثالث. |

| التسلسل | المؤدي             | الموهبة            | البلد    | اعتراض واختيار الحكام | اعتراض واختيار الحكام | اعتراض واختيار الحكام |
| التسلسل | المؤدي             | الموهبة            | البلد    | عمرو                  | نجوى                  | علي                   |
| ------- | ------------------ | ------------------ | -------- | --------------------- | --------------------- | --------------------- |
| 1       | كازا اكروبات       | عروض سيرك          | المغرب   | —                     | —                     | —                     |
| 2       | نور الدين بنوقاص   | فن تشكيلي          | المغرب   | —                     | —                     | —                     |
| 3       | أحمد البايض        | ألعاب سحرية        | السعودية | —                     | —                     | —                     |
| 4       | جوني مادنيس        | بيت بوكس           | لبنان    | —                     | —                     | —                     |
| 5       | زياد العليان       | رقص هيب هوب        | السودان  | —                     | —                     | —                     |
| 6       | جوزيف دحدح         | غناء أوبرا         | لبنان    | —                     | —                     | —                     |
| 7       | فرقة ذا فاميلي كرو | بريك دانس          | المغرب   | —                     | —                     | —                     |
| 8       | عمرو قطامش         | الشعر الحلمنتيشي   | مصر      | —                     | —                     | —                     |
| 9       | شيماء المغيري      | الرسم بالرمال      | عُمان     | —                     | —                     | —                     |
| 10      | إكس ويلز           | عرض بأحذية العجلات | السعودية | —                     | —                     | —                     |
| 11      | عصام بشيتي         | القاء الشعر        | فلسطين   | —                     | —                     | —                     |
| 12      | كورال الفيحاء      | جوقة غنائية        | لبنان    | —                     | —                     | —                     |

الفائز في برنامج آرابس جوت تالنت كان عمرو قطامش من مصر وحصل على جائزة 500,000 ريال سعودي إضافة إلى سيارة شيفروليه كمارو 2011.

## جدل
أثارت مشاركة الطفل الفلسطيني عصام البشيتي 10 سنوات، جدلا واسعا لدى متابعي البرنامج بعد أن شارك في فئة الشعر وألقى قصيدة عن فلسطين، وكانت النتيجة تأهله للمرحلة التالية من قبل لجنة التحكيم على الرغم من أن بشيتي لم يكتب الأبيات الشعرية بل اكتفى بحفظها وإلقاءها أمام الجمهور على طريقة تلاميذ المدارس، وهو ما اعتبره البعض وانحيازاً له بسبب صغر سنه ولأنه فلسطيني الجنسية.
كما تسبب اختيار الإعلامي المصري عمرو أديب ليكون عضواً في اللجنة التحكيمية مزيداً من اللغط نظراً لشخصيته المستفزة وتصريحاته المثيرة للجدل. ففي أثناء عرض البرنامج لم يتوقف أديب عن مقاطعة زميليه علي جابر ونجوى كرم في محاولة لفرض رأيه عليهما عندما يختلفان معه بخصوص أداء المشتركين، وفي بعض المرات كان يظهر تعصبه لأبناء بلده حتى وإن كان أحدهم دون المستوى المطلوب.

## وصلات خارجية
- صفحة البرنامج
- أرابز غوت تالنت  على فيسبوك.على فيسبوك